# Oscarsgalan 1947
Oscarsgalan 1947 som hölls 13 mars 1947 var den 19:e upplagan av Oscarsgalan där det prestigefyllda amerikanska filmpriset Oscar delades ut till filmer som kom ut under 1946.

## Priskategorier

### Bästa film
Vinnare:
De bästa åren - (Samuel Goldwyn Productions)
Övriga nominerade:
Henrik V - (J. Arthur Rank, Two Cities)
Livet är underbart - (Liberty Films)
Den vassa eggen - (20th Century Fox)
Hjortkalven - (M-G-M)

### Bästa manliga huvudroll
Vinnare:
De bästa åren - Fredric March (närvarade inte vid ceremonin)
Övriga nominerade:
Henrik V - Laurence Olivier
Al Jolson - Larry Parks
Hjortkalven - Gregory Peck
Livet är underbart - James Stewart

### Bästa kvinnliga huvudroll
Vinnare:
Kärlek som aldrig dör - Olivia de Havilland
Övriga nominerade:
Kort möte - Celia Johnson
Duell i solen - Jennifer Jones
Att offra allt - Rosalind Russell
Hjortkalven - Jane Wyman

### Bästa manliga biroll
Vinnare:
De bästa åren - Harold Russell
Övriga nominerade:
De gröna åren - Charles Coburn
Al Jolson - William Demarest
Notorious! - Claude Rains
Den vassa eggen - Clifton Webb

### Bästa kvinnliga biroll
Vinnare:
Den vassa eggen - Anne Baxter
Övriga nominerade:
Spiraltrappan - Ethel Barrymore
Duell i solen - Lillian Gish
Högt spel i Saratoga - Flora Robson
Anna och kungen av Siam - Gale Sondergaard

### Bästa regi
Vinnare:
De bästa åren - William Wyler
Övriga nominerade:
Hjortkalven - Clarence Brown
Livet är underbart - Frank Capra
Kort möte - David Lean
Hämnarna - Robert Siodmak

### Bästa originalmanus
Vinnare:
Sjunde slöjan - Muriel Box, Sydney Box
Övriga nominerade:
Blå dahlian - Raymond Chandler
Paradisets barn - Jacques Prévert
Notorious! - Ben Hecht
Två glada sjömän i Alaska - Norman Panama, Melvin Frank

### Bästa berättelse
Vinnare:
Gryning över London - Clemence Dane
Övriga nominerade:
Den mörka spegeln - Vladimir Pozner
Fallet Martha Ivers - John Patrick
Främlingen - Victor Trivas
Kärlek som aldrig dör - Charles Brackett

### Bästa manus
Vinnare:
De bästa åren - Robert E. Sherwood
Övriga nominerade:
Anna och kungen av Siam - Sally Benson, Talbot Jennings
Kort möte - Anthony Havelock-Allan, David Lean, Ronald Neame
Hämnarna - Anthony Veiller
Rom - öppen stad - Sergio Amidei, Federico Fellini

### Bästa foto (färg)
Vinnare:
Hjortkalven - Charles Rosher, Leonard Smith, Arthur E. Arling
Övriga nominerade:
Al Jolson - Joseph Walker

### Bästa foto (svartvitt)
Vinnare:
Anna och kungen av Siam - Arthur C. Miller
Övriga nominerade:
De gröna åren - George J. Folsey

### Bästa scenografi (svartvitt)
Vinnare:
Anna och kungen av Siam - Lyle R. Wheeler, William S. Darling, Thomas Little, Frank E. Hughes
Övriga nominerade:
Kitty - Hans Dreier, Walter H. Tyler, Sam Comer, Ray Moyer
Den vassa eggen - Richard Day, Nathan Juran, Thomas Little, Paul S. Fox

### Bästa scenografi (färg)
Vinnare:
Hjortkalven - Cedric Gibbons, Paul Groesse, Edwin B. Willis
Övriga nominerade:
Caesar och Cleopatra - John Bryan
Henrik V - Paul Sheriff, Carmen Dillon

### Bästa ljud
Vinnare:
Al Jolson - John P. Livadary (Columbia SSD)
Övriga nominerade:
De bästa åren - Gordon Sawyer (Samuel Goldwyn SSD)
Livet är underbart - John Aalberg (RKO Radio SSD)

### Bästa klippning
Vinnare:
De bästa åren - Daniel Mandell
Övriga nominerade:
Livet är underbart - William Hornbeck
Al Jolson - William A. Lyon
Hämnarna - Arthur Hilton
Hjortkalven - Harold F. Kress

### Bästa specialeffekter
Vinnare:
Min fru går igen - Tom Howard (visuella)
Övriga nominerade:
Stulet liv - William C. McGann (visuella), Nathan Levinson (ljud)

### Bästa sång
Vinnare:
Harvey Girls - Harry Warren (musik), Johnny Mercer (text) för "On the Atchison, Topeka and Santa Fe".
Övriga nominerade:
Sommar med melodi - Jerome Kern (musik), Oscar Hammerstein II (text) för "All Through the Day".
Dolly Sisters - James V. Monaco (musik), Mack Gordon (text) för "I Can't Begin to Tell You".
De drogo västerut - Hoagy Carmichael (musik), Jack Brooks (text) för "Ole Buttermilk Sky".
Blue Skies - Irving Berlin för "You Keep Coming Back Like a Song".

### Bästa filmmusik (musikal)
Vinnare:
Al Jolson - Morris Stoloff
Övriga nominerade:
Blue Skies - Robert Emmett Dolan
Sommar med melodi - Alfred Newman
Harvey Girls - Lennie Hayton
Night and Day - Ray Heindorf, Max Steiner

### Bästa filmmusik (drama eller komedi)
Vinnare:
De bästa åren - Hugo Friedhofer
Övriga nominerade:
Anna och kungen av Siam - Bernard Herrmann
Henrik V - William Walton
Humoresque - Franz Waxman
Hämnarna - Miklós Rózsa

### Bästa kortfilm (tvåaktare)
Vinnare:
A Boy and His Dog - Gordon Hollingshead
Övriga nominerade:
College Queen - George Templeton
Hiss and Yell - Jules White
A Crime Does Not Pay Subject: The Luckiest Guy in the World - Jerry Bresler

### Bästa kortfilm (enaktare)
Vinnare:
Facing Your Danger - Gordon Hollingshead
Övriga nominerade:
Dive-Hi Champs - Jack Eaton
Golden Horses - Edmund Reek
Smart as a Fox - Gordon Hollingshead
Sure Cures - Pete Smith

### Bästa animerade kortfilm
Vinnare:
Kattkonserten - Fred Quimby
Övriga nominerade:
Musical Moments from Chopin - Walter Lantz
John Henry and the Inky-Poo - George Pal
Pluto på hal spis - Walt Disney
Walky Talky Hawky - Edward Selzer

### Bästa dokumentära kortfilm
Vinnare:
Seeds of Destiny - (U.S. War Dept.)
Övriga nominerade:
Atomic Power - (20th Century-Fox)
Life at the Zoo - (Artkino)
Paramount News Issue #37 - (Paramount)
Traffic with the Devil - (M-G-M)

### Ungdomspris
Claude Jarman Jr.

### Heders-Oscar
Henrik V - Laurence Olivier
De bästa åren - Harold Russell
Ernst Lubitsch (certifikat)

### Irving G. Thalberg Memorial Award
Samuel Goldwyn